# Leigneux
Leigneux ist eine französische Gemeinde mit 361 Einwohnern (Stand: 1. Januar 2022) im Département Loire in der Region Auvergne-Rhône-Alpes. Sie gehört zum Arrondissement Montbrison und zum Kanton Boën-sur-Lignon. Die Bewohner werden Leigneusiens und Leigneusiennes genannt.

## Geografie
Leigneux wird von der Route nationale 89 tangiert. Diese verbindet die Ortschaft mit Boën-sur-Lignon und L’Hôpital-sous-Rochefort. 
Die Gemeinde grenzt im Norden an Saint-Sixte, im Osten an Boën-sur-Lignon, im Süden an Trelins und im Westen an Sail-sous-Couzan.

## Bevölkerungsentwicklung
| Jahr                       | 1962 | 1968 | 1975 | 1982 | 1990 | 1999 | 2008 | 2017 |
| -------------------------- | ---- | ---- | ---- | ---- | ---- | ---- | ---- | ---- |
| Einwohner                  | 406  | 445  | 410  | 397  | 328  | 350  | 360  | 377  |
| Quellen: Cassini und INSEE |      |      |      |      |      |      |      |      |

## Sehenswürdigkeiten
- Pfarrkirche de l’Assomption-de-la-Vierge, ehemalige Abteikirche aus dem 11. oder 12. Jahrhundert mit Umgestaltungen im 17. und im 18. Jahrhundert, mit einer Glasmalerei von Alexandre Mauvernay
- Ehemalige Abtei mit Ursprüngen aus dem 12. Jahrhundert

## Weblinks

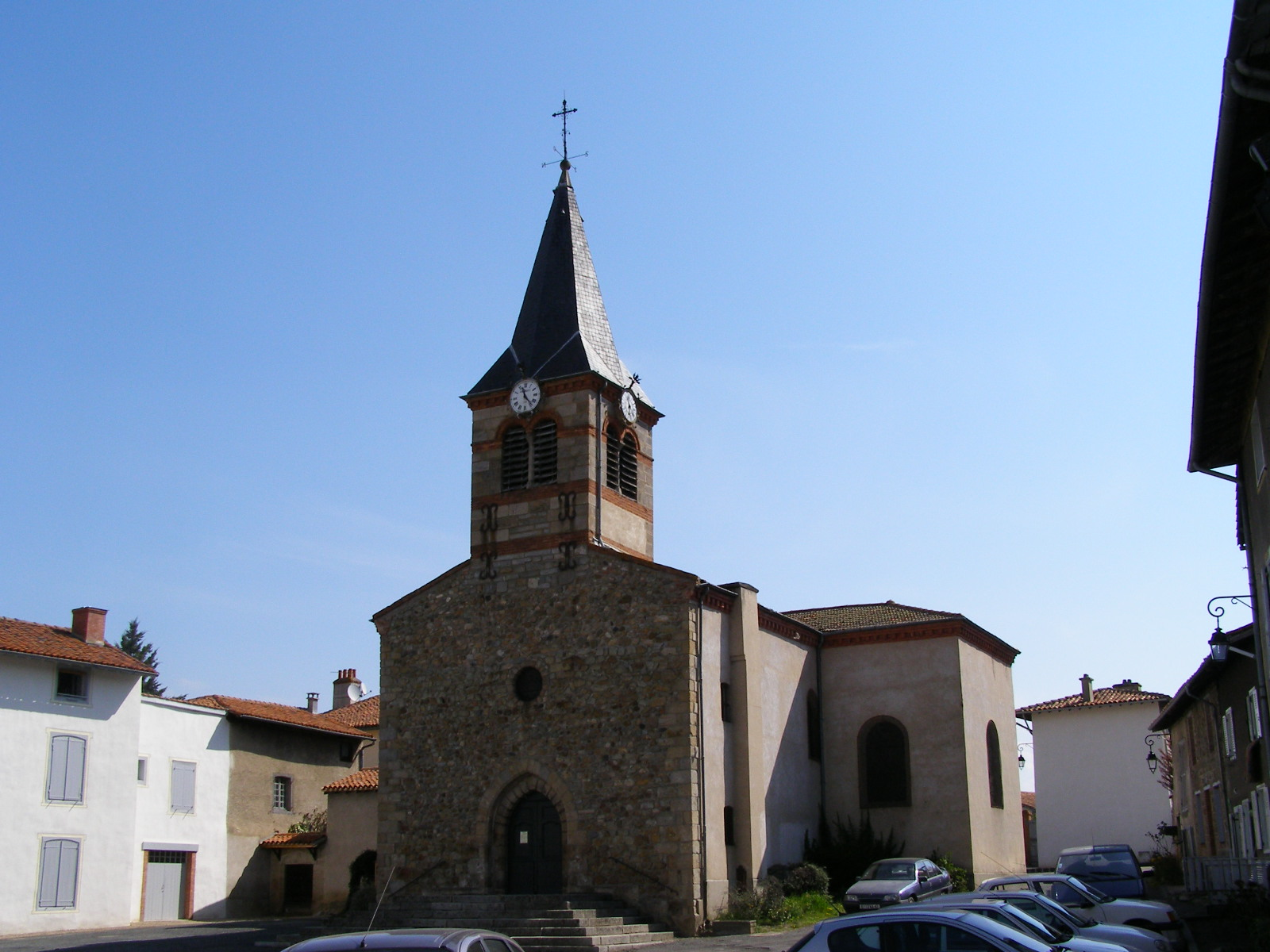
Pfarrkirche de l’Assomption-de-la-Vierge